# Hoher Kommissar der Vereinten Nationen für Menschenrechte
Der Hohe Kommissar der Vereinten Nationen für Menschenrechte (englisch United Nations High Commissioner for Human Rights, UNHCHR) beschäftigt sich mit der weltweiten Situation der Menschenrechte und setzt sich für deren weltweite Anerkennung und Einhaltung ein.
Der Hohe Kommissar ist direkt dem Generalsekretär der Vereinten Nationen unterstellt und hat den Rang eines Untergeneralsekretärs der Vereinten Nationen (United Nations Under-Secretary-General).

## Geschichte
Bereits in den 1940er-Jahren gab es eine Abteilung für Menschenrechte in der New Yorker Hauptverwaltung. Diese wurde nach Genf verlegt und in den 1980er-Jahren zum Centre for Human Rights umformiert.
Das Amt des Hohen Kommissars für Menschenrechte basiert auf den Artikeln 1, 13 und 55 der Charta der Vereinten Nationen. Dessen Schaffung wurde auf Empfehlung der Wiener Weltkonferenz über Menschenrechte vom Juni 1993 am 20. Dezember 1993 bei der 48. UN-Generalversammlung mit der Resolution 48/141 beschlossen; als erster Hochkommissar wurde der Vorsitzende der Arbeitsgruppe für Menschenrechte, José Ayala Lasso, bestimmt.

## Büro des Hohen Kommissars für Menschenrechte
Der Hohe Kommissar steht dem Office of the High Commissioner for Human Rights, OHCHR (deutsch Büro des Hohen Kommissars der Vereinten Nationen für Menschenrechte, französisch Haut-Commissariat des Nations unies aux droits de l’homme, HCDH) vor, welches die Arbeit der Experten des UN-Menschenrechtsrats unterstützt. Es gibt 13 Ländervertretungen und etwa 1.300 angestellte Mitarbeiter.
Das Budget von ca. 120 Mio. US-Dollar wird zu etwa einem Drittel aus dem regulären Budget der Vereinten Nationen bestritten, der Rest wird durch Spenden von Regierungen, Nichtregierungsorganisationen, Stiftungen und privaten Spendern finanziert.
Aufgaben
Dem Hohen Kommissar für Menschenrechte und den nachgeordneten Dienststellen obliegen folgende Aufgaben und Ziele:
1. Sie fördern die Durchsetzung der Menschenrechte in der Praxis, bringen den Willen der Weltgemeinschaft zum Ausdruck, dies zu tun;
2. Sie spielen die Hauptrolle in Menschenrechtsfragen und betonen die Bedeutung der Menschenrechte auf internationaler und nationaler Ebene;
3. Sie fördern die internationale Zusammenarbeit in Bezug auf Menschenrechte;
4. Sie fördern und koordinieren Maßnahmen zur Durchsetzung der Menschenrechte im System der Vereinten Nationen;
5. Sie fördern die weltweite Ratifizierung und Umsetzung internationaler Menschenrechtsabkommen;
6. Sie helfen bei der Entwicklung neuer Normen;
7. Sie unterstützen Menschenrechtsorgane bei ihrer Arbeit und überwachen sie;
8. Sie reagieren auf schwere Verletzungen der Menschenrechte;
9. Sie koordinieren vorbeugende Menschenrechtsaktionen;
10. Sie fördern den Aufbau von nationalen Menschenrechtsstrukturen;
11. Sie koordinieren den Bereich Menschenrechtsorganisationen;
12. Sie bieten Aufklärung, Information, Beratung und technische Hilfe im Bereich der Menschenrechte.

## Liste der Hohen Kommissare
| Nr. | Name                   | Heimatstaat | Amtszeit                                                                            |
| --- | ---------------------- | ----------- | ----------------------------------------------------------------------------------- |
| 1.  | José Ayala Lasso       | Ecuador     | 1994–1997                                                                           |
| 2.  | Mary Robinson          | Irland      | 1997–2002                                                                           |
| 3.  | Sérgio Vieira de Mello | Brasilien   | 2002–2003 (†, beim Bombenanschlag auf das Canal Hotel in Bagdad am 19. August 2003) |
| –   | Bertrand Ramcharan     | Guyana      | 2003–2004 (interim)                                                                 |
| 4.  | Louise Arbour          | Kanada      | 2004–Juni 2008                                                                      |
| 5.  | Navanethem Pillay      | Südafrika   | September 2008–August 2014                                                          |
| 6.  | Seid al-Hussein        | Jordanien   | September 2014–August 2018                                                          |
| 7.  | Michelle Bachelet      | Chile       | September 2018–August 2022                                                          |
| 8.  | Volker Türk            | Österreich  | seit September 2022                                                                 |

## Zusammenarbeit zwischen dem Hohen Kommissar und dem UN-Menschenrechtsrat
Im Gegensatz zu den Staatenvertretern im UN-Menschenrechtsrat und den unabhängigen Experten im UN-Menschenrechtsausschuss nach dem Internationalen Pakt über bürgerliche und politische Rechte ist der Hohe Kommissar eine hochrangige Amtsperson der Vereinten Nationen, welche vom UN-Generalsekretär nominiert und von der UN-Generalversammlung bestätigt wird.
Während die Experten des Menschenrechtsrats für bestimmte Aufgaben, z. B. Themenfelder und Staaten, bestellt werden, ist die Aufgabe des Hohen Kommissars die Förderung und der Schutz aller Menschenrechte (ziviler, politischer, wirtschaftlicher, sozialer und kultureller Art) in allen Teilen der Welt.
Um Überschneidungen dieser Tätigkeiten zu vermeiden, gibt es rege Kommunikation zwischen dem Hohen Kommissar und den Experten des Menschenrechtsrats.